# Хейл, Джо
Джо Хейл (англ. Joe Hale; 4 июня 1925, Ньюленд, Индиана — 29 января 2025, Атаскадеро, Калифорния) — американский аниматор и художник по макетам для компании Walt Disney Productions.
Наиболее известен как продюсер мультфильма 1985 года — «Чёрный котёл» и художник по спецэффектам фильма 1979 года — «Чёрная дыра», за который получил номинацию на премию «Оскар» в категории «Лучшие визуальные эффекты».
Хейл также работал над такими известными мультфильмами Disney, как «Спящая красавица» 1959 года, «101 далматинец» 1961 года, «Робин Гуд» 1973 года, «Приключения Винни», «Спасатели» (оба 1977 года) и «Лис и пёс» 1981 года.
Умер у себя дома в Атаскадеро, штат Калифорния 29 января 2025 года в возрасте 99 лет.

## Фильмография
- Алиса в Стране чудес (1951)
- Питер Пэн (1953)
- Бен и я (1953)
- Гудение, свист, звон и гул (1953)
- Леди и Бродяга (1955)
- Человек в хранилище (1956)
- Спящая красавица (1959)
- 101 далматинец (1961)
- Мусорник (1961)
- Меч в камне (1963)
- Мэри Поппинс (1964)
- Винни-Пух и медовое дерево (1966)
- Скрудж Макдак и деньги (1967)
- Книга джунглей (1967)
- Винни-Пух и день забот (1968)
- Тяжело быть птицей (1969)
- Коты-аристократы (1970)
- Набалдашник и метла (1971)
- Робин Гуд (1973)
- Винни-Пух, а с ним и Тигра! (1974)
- Приключения Винни (1977)
- Спасатели (1977)
- Дракон Пита (1977)
- Возвращение с Ведьминой горы (1978)
- Чёрная дыра (1979)
- Лесной наблюдатель (1980)
- Лис и пёс (1981)
- Рождественская история Микки (1983)
- Чёрный котёл (1985)
- Великий мышиный сыщик (1986)